# Rosaire Smith
Rosaire Smith (Saint-Rosaire-d'Arthabaska, 9 gennaio 1914 – Drummondville, 6 aprile 1999) è stato un sollevatore canadese medagliato mondiale, che ha gareggiato nella categoria dei pesi gallo.

## Carriera
Iniziò la carriera di sollevatore negli anni '30, militando nel club YMCA Montréal. Nel 1941, a Toronto, vinse il primo dei quattordici titoli canadesi (e tre titoli nord-americani consecutivi, fino al 1943).
Partecipò a due edizioni dei Giochi olimpici: a Londra nel 1948, dove si classificò al settimo posto, e a Helsinki nel 1952, dove si piazzò al nono posto. Vinse la medaglia di bronzo al campionato mondiale di Filadelfia nel 1947 e conquistò la medaglia d'argento ai IV Giochi dell'Impero Britannico di Auckland nel 1950.
Dopo il ritiro dall'attività agonistica divenne allenatore. 